# 須倍神社
須倍神社（すべじんじゃ）は静岡県浜松市浜名区にある神社。延喜式内社で遠江国引佐郡六座のうちの一つ。旧社格は郷社。

## 概要
社伝によると、人皇58代光孝天皇の仁和3年（887年）の建宮とされている。鎮座地である都田町は伊勢の神宮の御厨として発達した土地であり、祭神は神宮を勧請したものと思われる。もと内宮は上社として上都田須部の上の山に鎮座し、外宮は下社として下都田中津に鎮座していたが、延喜2年（902年）上社下社の両社を現在地に遷し、神明宮或いは須倍神社と称すようになった。

## 祭神
- 内宮本殿（千木は内削、鰹木は6本）
  - 主祭神：天照皇大神
  - 相殿神：天手力男命・拷幡千々比売命
- 外宮本殿（千木は外削、鰹木は5本）
  - 御祭神：豊受姫大神
  - 相殿神：皇孫邇々藝命・天児屋根命・天太玉主命
- 外宮：都田村内69社を合祀
- 境内社
  - 秋葉神社：火之迦具土神
  - 津島神社・姥神社：建速須佐之男命・石凝姥命

## 祭典
秋の例大祭では、周辺９地区（川山・新木・横尾・吉影・谷上・一色・中津・中野・須部）より山車が引きまわされる。また、祈年祭・新嘗祭でも当番区や氏子から選ばれた子供たちが祭典に参加し、献撤饌の奉仕や浦安の舞（剣の舞・鈴の舞）の奉納をおこなう。